# Scotorythra metacrossa
Scotorythra metacrossa là một loài bướm đêm trong họ Geometridae.